# کلیسای ارمنیان، داکا
کلیسای ارمنیان (انگلیسی: Armenian) (نام رسمی: کلیسای سنتی قدیس رستاخیز) یک بنای قدیمی مذهبی مربوط به کلیسای حواری ارمنی است، واقع در محله ارمانیتولا در قسمت قدیمی شهر داکا در بنگلادش می‌باشد. این کلیسا که در سال ۱۷۸۱ میلادی تأسیس شده، گواه وجود جامعه ارمنیان قابل توجهی در این منطقه در قرنهای هفدهم و هجدهم میلادی می‌باشد. با توجه به اینکه جامعه ارمنیان از داکا کوچ کرده، بناهای مذهبی آن در این شهر کمیاب هستند ولی کلیسا به عنوان یک بنای تاریخی مهم، جزو میراث ملی این کشور دسته‌بندی شده‌است.

## تاریخچه

### مهاجرت
تعداد زیادی از ارمنیان به دنبال تسخیر کشورشان توسط پارس‌ها، راه مهاجرت را در پیش گرفتند. تعداد زیادی از آنها در هند و بطور خاص در منطقه بنگال مستقر شدند. حضور آنها در داکا مربوط به سده هفدهم میلادی است. آنها به سرعت شهرت زیادی به خاطر تبحرشان در کسب و کار بدست می‌آورند. در داکا تجار ارمنیان در تجارت چرم و پارچه‌ای که از پنیرک گرفته می‌شد، شهرت یافتند. موفقیت این تجارت برخی از آنها را متقاعد کرد که در ناحیه بنگال بطور طولانی‌مدت مستقر شوند. محله ارمنیان شهر داکا ارمانیتولا نام دارد.

### تأسیس کلیسا

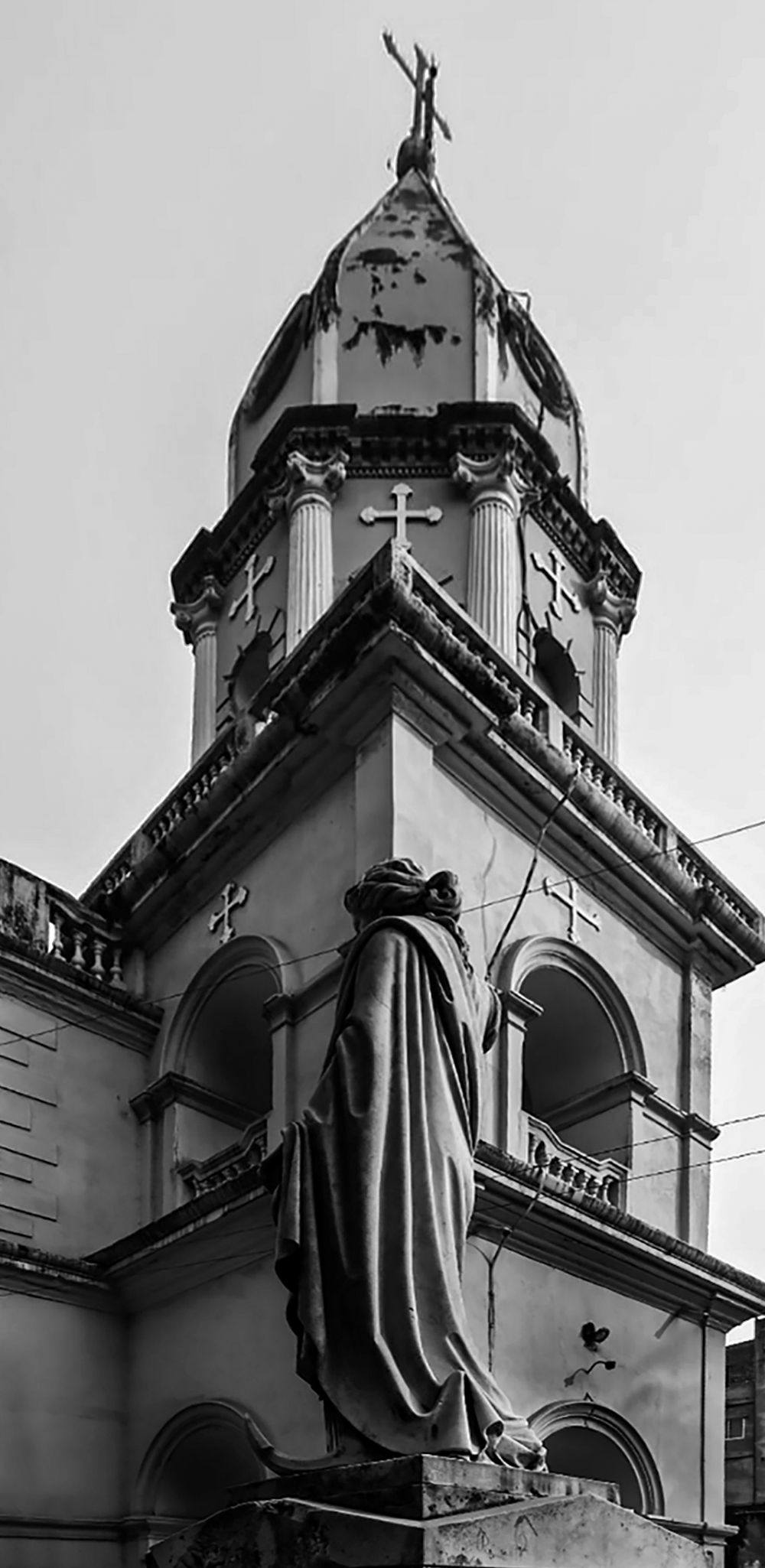
کلیسای ارمنیان داکا ۲۰۰۸

ارمنیان که مناسک مذهبی‌شان از نوع شرقی خاصی بود، کلیسای خود را در سال ۱۷۸۱ میلادی در وسط محله تجاری پردرآمدشان تأسیس کردند. قبرستان ارمنیان پیش از آن در همین محل بود و کلیسا نیز در کنار آن احداث شد. برخی از سنگ قبرهایی که امروز نیز می‌توان دید قدمت بیشتری از خود کلیسا دارند. یک ارمنی بنام آقامینوس کاتاچیک، زمین متعلق به خودش را اهدا کرد تا روی آن این کلیسا بنا شود.
حدود پنجاه سال بعد از احداث این کلیسا، یک برج و یک ساعت در قسمت غربی آن اضافه شد. صدای زنگ این ساعت تا ۴ کیلومتر شنیده می‌شد و شاخص رسمی ساعت در این منطقه به‌شمار می‌آمد. این ساعت در سال ۱۸۸۰ میلادی از کار افتاد و زمین‌لرزه‌ای در سال ۱۸۹۷ میلادی باعث فروریختن برج آن شد.

### ترک بنگلادش
امروز در اوایل سده بیست و یکم تقریباً همه ارمنیان، داکا و بنگلادش را ترک کرده‌اند و هیچ کشیش ارمنی در این کشور حضور ندارد. گرچه هنوز یک ارمنی رسیدگی به آن را عهده‌دار است، اما کلیسا به ندرت درهای خود را باز می‌کند. این کلیسا در فهرست میراث ملی بنگلادش گنجانده شده‌است.

## تشریح
نقشه کلیسا به شکل مستطیلی است. دارای چهار در می‌باشد. دارای ۲۷ پنجره است. محیط داخلی آن به سه بخش تقسیم شده: عبادتگاهی که با نرده بسته شده، یک بخش میانی و محیط دیگری که با پرده برای زنان و کودکان جدا شده‌است.

## قبرستان
قبرستان قدیمی که دور کلیسا چیده شده‌است تبدیل به حیاطی با انبوهی سنگ قبر شده‌است. ۳۵۰ نفر در آن دفن شده‌اند و قدیمی‌ترین سنگ قبر آن مربوط به سال ۱۷۶۲ میلادی، یعنی چند سال قبل از احداث کلیسا می‌باشد. این قبرستان یادگار جامعه ارمنیان است که سابقاً زندگی پر رونقی در داکا داشته ولی الآن دیگر در آن حضور ندارد.

## نگارخانه

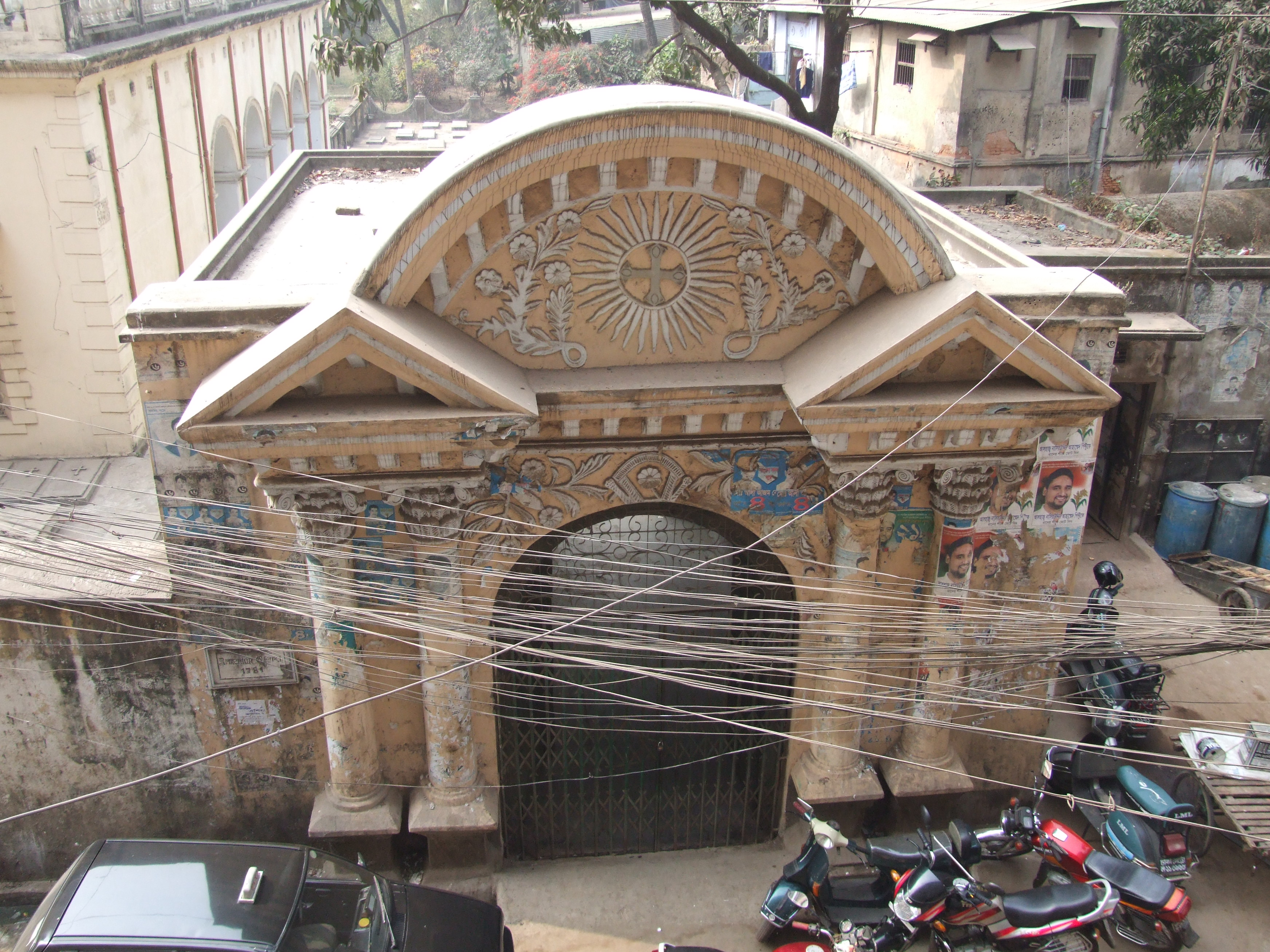
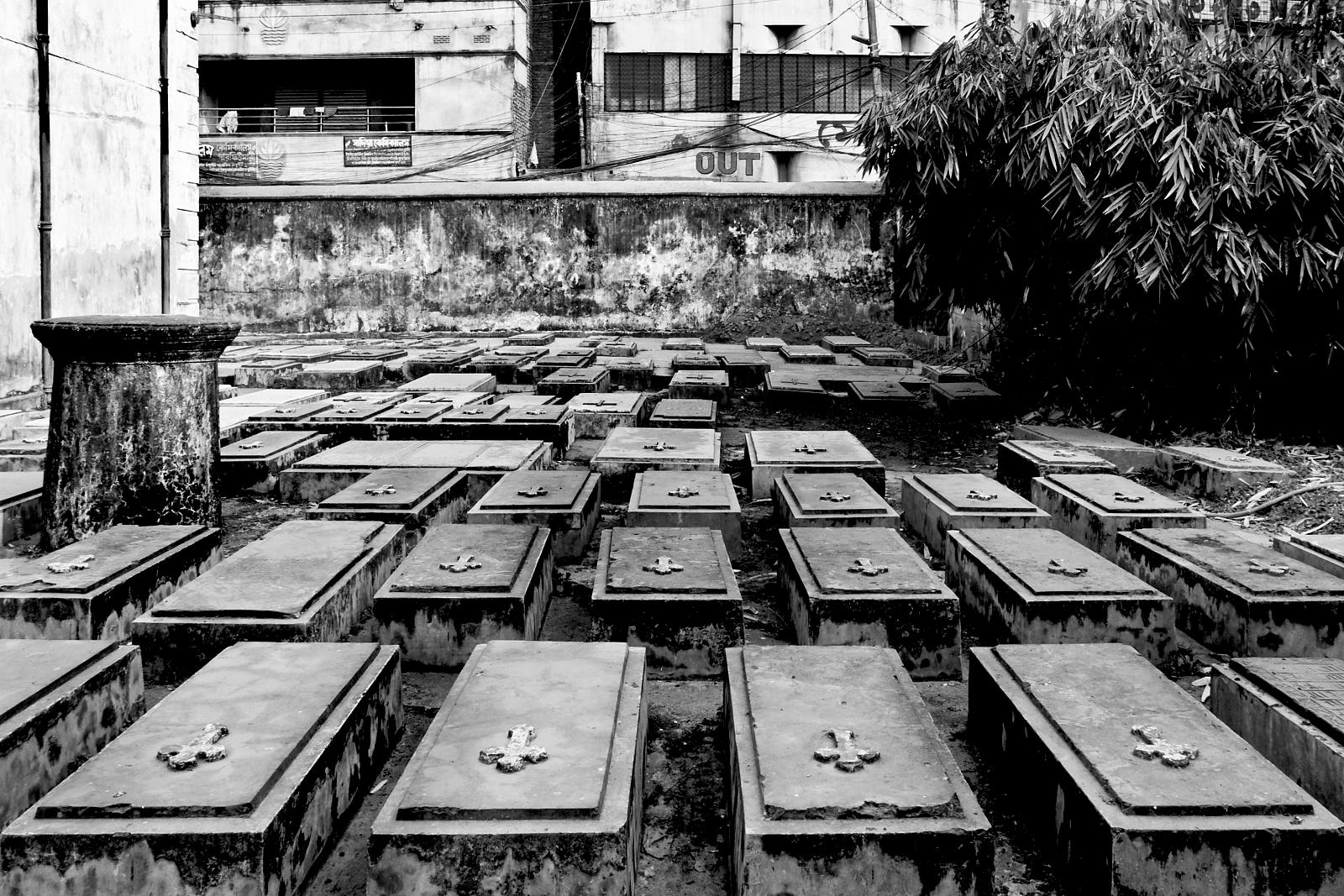
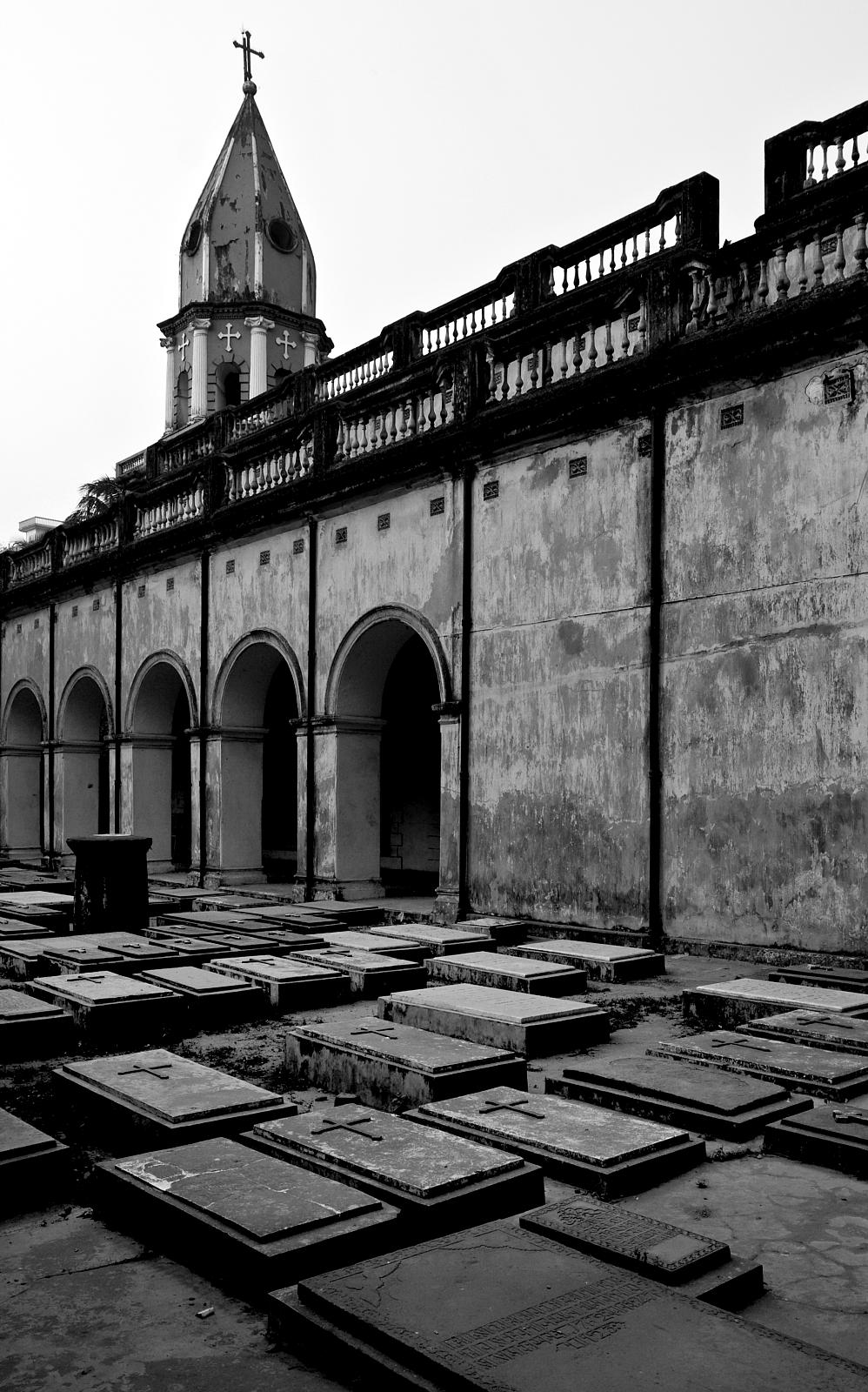
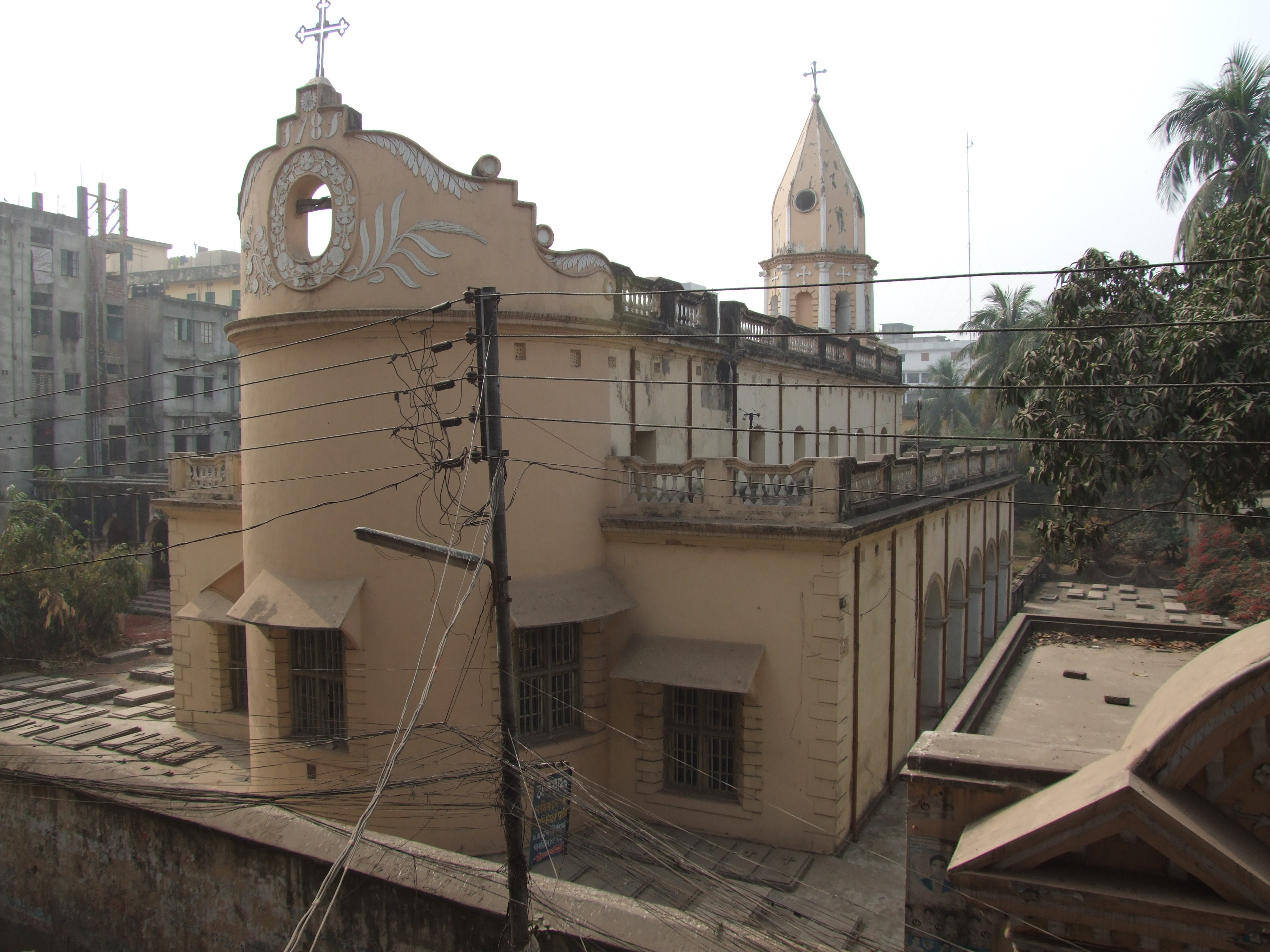